# کلاته بزرگ
کلاته بزرگ (دوزنگ)، روستایی است از توابع بخش نصرآباد شهرستان تربت جام در استان خراسان رضوی است.
این روستا در دهستان بالاجام قرار دارد و بر اساس سرشماری سال ۱۳۹۵ جمعیت آن (۴۳۶خانوار) ۱٬۵۹۱ نفر بوده‌است.
که از این تعداد ۸۱۳ نفر مرد و ۷۷۸ نفر زن هستند.[2]
این روستا دارای قناتی به طول ۱۲۰۰ متر با ۲۰ میله چاه می‌باشد و عمق چاه مادر آن ۱۲ متر است .
دارای طبیعت بسیار زیبایی میباشد ک از دو راه میتوان دسترسی به این طبیعت داشت.
۱ از سه راه شرکت تعاونی 
۲ از راه رودخانه(کال روستا) ک به طبیعت منطقه ی آب حسنک ک واقع در ارتفاعات جنگلی روستا است خواهید رسید.
.[۳]